# نادي المعامير
نادي المعامير الرياضي والثقافي تأسس عام 1961 بالبحرين وأعيد تسجيله بالمؤسسة العامة للشباب والرياضة تحت رقم (20) بتاريخ 25 يوليو 1990 طبقاً لأحكام المرسوم بقانون رقم (21) لسنة 1989 بإصدار قانون الجمعيات والأندية والاجتماعية والثقافية والهيئات الخاصة والعاملة في ميدان الشباب والرياضة والمؤسسات الخاصة، واللائحة النموذجية للنظام الأساسي للأندية الصادرة بها القرار رقم (1) لسنة 1990 م، حيث تشرف المؤسسة العامة للشباب والرياضة على الأنشطة الخاصة في النادي.
يهدف النادي إلى تربية النشء تربية متزنة متكاملة من النواحي الجسمانية والروحية والعقلية، والمساهمة في تنمية المجتمع وتطويره من خلال إتاحة الفرص الممكنة لاعضائه للمارسة البرامج والأنشطة والرياضية والاجتماعية والثقافية.
بلغت تكلفة إنشاء الصالة 120 ألف دينار واشتمل المشروع على تغيير أرضية الصالة وتغيير نظام الإنارة بالصالة وتركيب نظام جديد مطابق للمواصفات الدولية بقوة 750 لوكس، وتغيير نظام التكييف بالكامل وتركيب نظام بقوة 70 طن، وتعديل وصيانة المكاتب الإدارية وتجديد دورات المياه، وصباغة الصالة بالكامل من الداخل والخارج، وتغيير الأبواب والنوافذ بالكامل.